# Краснушкина, Елизавета Захарьевна
Елизаве́та Заха́рьевна Красну́шкина (1858, Таганрог — 1912) — российская художница, мастер гравюры.

## Биография
Родилась в Таганроге в 1858 году в семье полковника (в отставке — генерал-майора) Войска Донского, потомственного почётного гражданина Захария Егоровича Краснушкина (1816—1892). Дом, где в отрочестве жила Елизавета Краснушкина, сохранился до наших дней.
Художественное образование она получила в Императорской Петербургской академии художеств, в которую поступила в 1876 году. Под руководством В. А. Боброва и Л. Е. Дмитриева-Кавказского занималась гравюрами и офортами. Альбом гравюр своих работ она подарила императору Александру III, за что получила высочайший подарок. Другой её альбом был куплен Императорским Эрмитажем.
Ученица профессора Виллевальде по батальной живописи. Картины Елизаветы Краснушкиной выставлялись на выставках в Императорской академии художеств и в Петербургском обществе художников. Награждена четырьмя серебряными медалями: большой и малой за этюды лошадей, которые находились на академической выставке в 1881 году, и двумя малыми — за эскиз и рисунок. С 1882 года стала заниматься гравированием «крепкой водкой» (eau-forte). В 1904 году в Москве были представлены три картины Елизаветы Краснушкиной «Гудошник в Помпее», «Казаки на маневрах» и «На рекогносцировке» (из итальянской народной жизни).
С 1893 года Елизавета Захарьевна жила в Риме, где имела свою мастерскую (по другим данным жила в Риме с 1897 года). Она регулярно участвовала в выставках, проходящих в Риме. На одной из таких выставок была представлена её работа, на которую обратила внимание королевская чета, посетившая художественный салон. Это гравюра таганроженки «Казаки». Она была приобретена королём Италии Виктором Эммануилом II.

## Работы находятся в собраниях
- Государственный Эрмитаж, Санкт-Петербург.
- Государственный Русский музей, Санкт-Петербург.
- Музей изобразительных искусств имени А. С. Пушкина, Москва.